# Římskokatolická farnost Věžná
Římskokatolická farnost Věžná je územním společenstvím římských katolíků v rámci pelhřimovského vikariátu českobudějovické diecéze.

## O farnosti

### Historie
V roce 1387 je ve Věžné doložena plebánie. Ta později zanikla a Věžná byla střídavě filiálkou Chýnova a Pacova. Farnost přímo ve vsi byla obnovena roku 1673. K Věžné byla později přifařena Obrataň, kde původně v 60. letech 14. století byla samostatná plebánie. Ta později zanikla a již nikdy nebyla obnovena.

### Současnost
Farnost je administrována ex currendo z Černovic.
| Fotografie | Kostel                      | Místo   | Bohoslužba             | Bohoslužba                                                                | Poznámka        |
| ---------- | --------------------------- | ------- | ---------------------- | ------------------------------------------------------------------------- | --------------- |
|            | Kaple sv. Máří Magdaleny    | Eš      | neslouží se pravidelně | neslouží se pravidelně                                                    | obecní kaple    |
|            | Kostel Panny Marie Bolestné | Kámen   | neslouží se pravidelně | neslouží se pravidelně                                                    | filiální kostel |
|            | Kostel sv. Petra a Pavla    | Obrataň | sobota                 | 16.00 v zimě, 17.00 v létě (střídavě s Věžnou)                            | filiální kostel |
|            | Kostel sv. Jiří             | Věžná   | středa sobota          | 17.00 v zimě, 18.00 v létě 16.00 v zimě, 17.00 v létě (stříd. s Obrataní) | farní kostel    |